# 张景龙
张景龙（1961年—），内蒙古呼伦贝尔人，中国男子铁饼运动员、教练员。他曾在中国北京举行的1990年亚洲运动会中获得男子铁饼金牌。